# Puchar Narodów Afryki 2004
Puchar Narodów Afryki 2004 rozgrywany był na boiskach Tunezji i był 24. edycją Pucharu Narodów Afryki. W rozgrywkach brało udział 16 zespołów wyłonionych z wcześniejszych eliminacji. Mistrzem Afryki została reprezentacja Tunezji, która w finale pokonała 2:1 Maroko.

## Stadiony
| Miasto   | Stadion                   | Pojemność |
| -------- | ------------------------- | --------- |
| Radis    | Stadion 7 Listopada       | 60 000    |
| Tunis    | Stade El Menzah           | 45 000    |
| Susa     | Stade Olympique de Sousse | 30 000    |
| Safakis  | Stade Taïeb Mhiri         | 30 000    |
| Monastyr | Stade Mustapha Ben Jannet | 20 000    |
| Bizerta  | Stadion 15 Października   | 20 000    |

## Uczestnicy

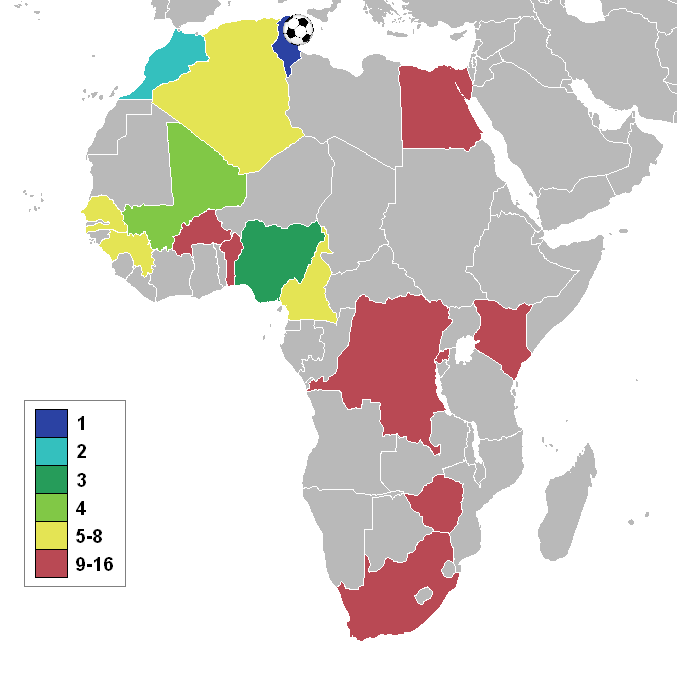
Uczestnicy PNA 2004

- Algieria
- Benin
- Burkina Faso
- Kamerun (obrońcy tytułu)
- Demokratyczna Republika Konga
- Egipt
- Gwinea
- Kenia
- Mali
- Maroko
- Nigeria
- Rwanda
- Senegal
- Południowa Afryka
- Tunezja (gospodarz)
- Zimbabwe

## Turniej główny

### Grupa A
| Zespół                        | Pkt | M | W | R | P | G strz. | G str. | bilans |
| ----------------------------- | --- | - | - | - | - | ------- | ------ | ------ |
| Tunezja                       | 7   | 3 | 2 | 1 | 0 | 6       | 2      | +4     |
| Gwinea                        | 5   | 3 | 1 | 2 | 0 | 4       | 3      | +1     |
| Rwanda                        | 4   | 3 | 1 | 1 | 1 | 3       | 3      | 0      |
| Demokratyczna Republika Konga | 0   | 3 | 0 | 0 | 3 | 1       | 6      | -5     |

| 24 stycznia 2004 19:30 | Tunezja · 27' Jaziri · 57' dos Santos | 2:11:1 | Rwanda · 41' Elias | Stadion 7 Listopada, Radis Widzów: 65 000 Sędzia: Raphael Divine Evehe |
|                        |                                       |        |                    |                                                                        |

| 25 stycznia 2004 14:00 | Demokratyczna Republika Konga · 35' Masudi | 1:21:0 | Gwinea · 68' Camara · 81' Feindouno | Stade El Menzah, Tunis Widzów: 2 000 Sędzia: Abubakar Sharaf |
|                        |                                            |        |                                     |                                                              |

| 28 stycznia 2004 14:00 | Rwanda · 90+3' K. Kamanzi | 1:10:0 | Gwinea · 49' Camara | Stadion 15 Października, Bizerta Widzów: 4 000 Sędzia: Modou Sowe |
|                        |                           |        |                     |                                                                   |

| 28 stycznia 2004 16:15 | Tunezja · 55', 87' dos Santos · 65' Braham | 3:00:0 | Demokratyczna Republika Konga | Stadion 7 Listopada, Radis Widzów: 65 000 Sędzia: Jérôme Damon |
|                        |                                            |        |                               |                                                                |

| 1 lutego 2004 14:00 | Tunezja · 58' Benachour | 1:10:0 | Gwinea · 84' Camara | Stadion 7 Listopada, Radis Widzów: 64 000 Sędzia: Tessama Hailemalek |
|                     |                         |        |                     |                                                                      |

| 1 lutego 2004 14:00 | Rwanda · 74' Makasi | 1:00:0 | Demokratyczna Republika Konga | Stadion 15 Października, Bizerta Widzów: 700 Sędzia: Falla N’Doye |
|                     |                     |        |                               |                                                                   |

### Grupa B
| Zespół       | Pkt | M | W | R | P | G strz. | G str. | bilans |
| ------------ | --- | - | - | - | - | ------- | ------ | ------ |
| Mali         | 7   | 3 | 2 | 1 | 0 | 7       | 3      | +4     |
| Senegal      | 5   | 3 | 1 | 2 | 0 | 4       | 1      | +3     |
| Kenia        | 3   | 3 | 1 | 0 | 2 | 4       | 6      | -2     |
| Burkina Faso | 1   | 3 | 0 | 1 | 2 | 1       | 6      | -5     |

| 26 stycznia 2004 14:00 | Kenia · 58' Mulama | 1:30:1 | Mali · 28' Sissoko · 63', 81' Kanouté | Stadion 15 Października, Bizerta Widzów: 6 000 Sędzia: Tessema Hailemalak |
|                        |                    |        |                                       |                                                                           |

| 26 stycznia 2004 19:00 | Senegal | 0:0 | Burkina Faso | Stade El Menzah, Tunis Widzów: 2 000 Sędzia: Mohamed Guezzaz |
|                        |         |     |              |                                                              |

| 30 stycznia 2004 14:00 | Senegal · 4', 31' Niang · 19' P. B. Diop | 3:0 | Kenia | Stadion 15 Października, Bizerta Widzów: 13 500 Sędzia: Esam Abd El Fatah |
|                        |                                          |     |       |                                                                           |

| 30 stycznia 2004 19:00 | Burkina Faso · 50' Minoungou | 1:30:2 | Mali · 34' Kanouté · 37' Diarra · 78' S. Coulibaly | Stade El Menzah, Tunis Widzów: 1 500 Sędzia: Abdul Hakim Shelmani |
|                        |                              |        |                                                    |                                                                   |

| 2 lutego 2004 14:00 | Senegal · 45+2' Beye | 1:1 | Mali · 34' D. Traoré | Stade El Menzah, Tunis Widzów: 7 500 Sędzia: Raphael Divine Evehe |
|                     |                      |     |                      |                                                                   |

| 2 lutego 2004 14:00 | Burkina Faso | 0:30:0 | Kenia · 51' Ake · 64' Oliech · 83' Barasa | Stadion 15 Października, Bizerta Widzów: 4 550 Sędzia: Modou Sowe |
|                     |              |        |                                           |                                                                   |

### Grupa C
| Zespół   | Pkt | M | W | R | P | G strz. | G str. | bilans |
| -------- | --- | - | - | - | - | ------- | ------ | ------ |
| Kamerun  | 5   | 3 | 1 | 2 | 0 | 6       | 4      | +2     |
| Algieria | 4   | 3 | 1 | 1 | 1 | 4       | 4      | 0      |
| Egipt    | 4   | 3 | 1 | 1 | 1 | 3       | 3      | 0      |
| Zimbabwe | 3   | 3 | 1 | 0 | 2 | 6       | 8      | -2     |

| 25 stycznia 2004 16:30 | Zimbabwe · 46' P. Ndlovu | 1:20:0 | Egipt · 58' Abdel Hamid · 63' Barakat | Stade Taïeb Mhiri, Safakis Widzów: 22 000 Sędzia: Lassina Paré |
|                        |                          |        |                                       |                                                                |

| 25 stycznia 2004 19:00 | Kamerun · 46' M’Boma | 1:11:0 | Algieria · 52' Zafour | Stade Olympique de Sousse, Susa Widzów: 20 000 Sędzia: Coffi Codjia |
|                        |                      |        |                       |                                                                     |

| 29 stycznia 2004 19:00 | Kamerun · 31', 44', 65' M’Boma · 40', 67' M’Bami | 5:33:1 | Zimbabwe · 8', 47' (k.) P. Ndlovu · 89' Nyandoro | Stade Taïeb Mhiri, Safakis Widzów: 15 000 Sędzia: Abubakar Sharaf |
|                        |                                                  |        |                                                  |                                                                   |

| 29 stycznia 2004 19:00 | Algieria · 13' Mamouni · 86' Achiou | 2:11:1 | Egipt · 25' Belal | Stade Olympique de Sousse, Susa Widzów: 15 000 Sędzia: Alain Hamer |
|                        |                                     |        |                   |                                                                    |

| 3 lutego 2004 14:00 | Kamerun | 0:0 | Egipt | Stade Mustapha Ben Jannet, Monastyr Widzów: 20 000 Sędzia: Ali Bujsaim |
|                     |         |     |       |                                                                        |

| 3 lutego 2004 14:00 | Algieria · 73' Achiou | 1:20:0 | Zimbabwe · 65', 71' Lupahla | Stade Olympique de Sousse, Susa Widzów: 10 000 Sędzia: Eddy Maillet |
|                     |                       |        |                             |                                                                     |

### Grupa D
| Zespół            | Pkt | M | W | R | P | G strz. | G str. | bilans |
| ----------------- | --- | - | - | - | - | ------- | ------ | ------ |
| Maroko            | 7   | 3 | 2 | 1 | 0 | 6       | 1      | +5     |
| Nigeria           | 6   | 3 | 2 | 0 | 1 | 6       | 2      | +4     |
| Południowa Afryka | 4   | 3 | 1 | 1 | 1 | 3       | 5      | -2     |
| Benin             | 0   | 3 | 0 | 0 | 3 | 1       | 8      | -7     |

| 27 stycznia 2004 14:00 | Nigeria | 0:10:0 | Maroko · 77' Hadji | Stade Mustapha Ben Jannet, Monastyr Widzów: 15 000 Sędzia: Falla N’Doye |
|                        |         |        |                    |                                                                         |

| 27 stycznia 2004 18:00 | Południowa Afryka · 58', 76' Nomvethe | 2:00:0 | Benin | Stade Taïeb Mhiri, Safakis Widzów: 12 000 Sędzia: Koman Coulibaly |
|                        |                                       |        |       |                                                                   |

| 31 stycznia 2004 14:00 | Nigeria · 4' Yobo · 64' (k.) Okocha · 81', 83' Odemwingie | 4:01:0 | Południowa Afryka | Stade Mustapha Ben Jannet, Monastyr Widzów: 15 000 Sędzia: Ali Bujsaim |
|                        |                                                           |        |                   |                                                                        |

| 31 stycznia 2004 18:00 | Maroko · 17' Chamakh · 73' Mokhtari · 75' Ouaddou · 80' El Karkouri | 4:01:0 | Benin | Stade Taïeb Mhiri, Safakis Widzów: 18 000 Sędzia: Eddy Maillet |
|                        |                                                                     |        |       |                                                                |

| 4 lutego 2004 18:00 | Maroko · 38' (k.) Safri | 1:1 | Południowa Afryka · 29' Mayo | Stade Olympique de Sousse, Susa Widzów: 6 000 Sędzia: Hichem Guirat |
|                     |                         |     |                              |                                                                     |

| 4 lutego 2004 18:00 | Nigeria · 35' Lawal · 76' Utaka | 2:11:0 | Benin · 90' Latoundji | Stade Taïeb Mhiri, Safakis Widzów: 15 000 Sędzia: Esam Abd El Fatah |
|                     |                                 |        |                       |                                                                     |

## Faza Pucharowa
|  |                                                 |                |                                             |                                        |       |                |                                        |                                                 |                                                 |                                                 |                   |       |       |
|  | Ćwierćfinały                                    | Ćwierćfinały   | Ćwierćfinały                                |                                        |       | Półfinały      | Półfinały                              | Półfinały                                       |                                                 |                                                 | Finał             | Finał | Finał |
|  | Ćwierćfinały                                    | Ćwierćfinały   | Ćwierćfinały                                |                                        |       | Półfinały      | Półfinały                              | Półfinały                                       |                                                 |                                                 | Finał             | Finał | Finał |
|  | 07.02.04 – Radis (Stadion 7 Listopada)          |                |                                             |                                        |       |                |                                        |                                                 |                                                 |                                                 |                   |       |       |
|  |                                                 |                |                                             |                                        |       |                |                                        |                                                 |                                                 |                                                 |                   |       |       |
|  | Tunezja                                         | Tunezja        | 1                                           |                                        |       |                |                                        |                                                 |                                                 |                                                 |                   |       |       |
|  | Tunezja                                         | Tunezja        | 1                                           | 11.02.04 – Radis (Stadion 7 Listopada) |       |                |                                        |                                                 |                                                 |                                                 |                   |       |       |
|  | Senegal                                         | Senegal        | 0                                           |                                        |       |                |                                        |                                                 |                                                 |                                                 |                   |       |       |
|  | Senegal                                         | Senegal        | 0                                           |                                        |       | Tunezja (kar.) | Tunezja (kar.)                         | 1 (5)                                           |                                                 |                                                 |                   |       |       |
|  | 08.02.04 – Monastyr (Stade Mustapha Ben Jannet) |                |                                             |                                        |       | Tunezja (kar.) | Tunezja (kar.)                         | 1 (5)                                           |                                                 |                                                 |                   |       |       |
|  |                                                 |                | Nigeria                                     | Nigeria                                | 1 (3) |                |                                        |                                                 |                                                 |                                                 |                   |       |       |
|  | Kamerun                                         | Kamerun        | Nigeria                                     | Nigeria                                | 1 (3) | 1              |                                        |                                                 |                                                 |                                                 |                   |       |       |
|  | Kamerun                                         | Kamerun        |                                             |                                        |       | 1              | 14.02.04 – Radis (Stadion 7 Listopada) |                                                 |                                                 |                                                 |                   |       |       |
|  | Nigeria                                         | Nigeria        | 2                                           |                                        |       |                |                                        |                                                 |                                                 |                                                 |                   |       |       |
|  | Nigeria                                         | Nigeria        | 2                                           |                                        |       | Tunezja        | Tunezja                                | 2                                               |                                                 |                                                 |                   |       |       |
|  | 08.02.04 – Safakis (Stade Taïeb Mhiri)          |                |                                             |                                        |       | Tunezja        | Tunezja                                | 2                                               |                                                 |                                                 |                   |       |       |
|  |                                                 |                | Maroko                                      | Maroko                                 | 1     |                |                                        |                                                 |                                                 |                                                 |                   |       |       |
|  | Maroko (dogr.)                                  | Maroko (dogr.) | Maroko                                      | Maroko                                 | 1     | 3              |                                        |                                                 |                                                 |                                                 |                   |       |       |
|  | Maroko (dogr.)                                  | Maroko (dogr.) | 11.02.04 – Susa (Stade Olympique de Sousse) |                                        |       | 3              |                                        |                                                 |                                                 |                                                 |                   |       |       |
|  | Algieria                                        | Algieria       | 1                                           |                                        |       |                |                                        |                                                 |                                                 |                                                 |                   |       |       |
|  | Algieria                                        | Algieria       | 1                                           |                                        |       | Maroko         | Maroko                                 | 4                                               | Mecz o 3. miejsce                               | Mecz o 3. miejsce                               | Mecz o 3. miejsce |       |       |
|  | 07.02.04 – Tunis (Stade El Menzah)              |                |                                             |                                        |       | Maroko         | Maroko                                 | 4                                               | Mecz o 3. miejsce                               | Mecz o 3. miejsce                               | Mecz o 3. miejsce |       |       |
|  |                                                 |                | Mali                                        | Mali                                   | 0     |                |                                        | 13.02.04 – Monastyr (Stade Mustapha Ben Jannet) | 13.02.04 – Monastyr (Stade Mustapha Ben Jannet) | 13.02.04 – Monastyr (Stade Mustapha Ben Jannet) |                   |       |       |
|  | Mali (dogr.)                                    | Mali (dogr.)   | Mali                                        | Mali                                   | 0     | 2              |                                        | 13.02.04 – Monastyr (Stade Mustapha Ben Jannet) | 13.02.04 – Monastyr (Stade Mustapha Ben Jannet) | 13.02.04 – Monastyr (Stade Mustapha Ben Jannet) |                   |       |       |
|  | Mali (dogr.)                                    | Mali (dogr.)   |                                             |                                        |       |                |                                        | Nigeria                                         | Nigeria                                         | 2                                               |                   |       |       |
|  | Gwinea                                          | Gwinea         | 1                                           |                                        |       |                |                                        |                                                 | Nigeria                                         | 2                                               |                   |       |       |
|  | Gwinea                                          | Gwinea         | 1                                           |                                        |       |                |                                        | Mali                                            | Mali                                            | 1                                               |                   |       |       |
|  |                                                 |                |                                             |                                        |       |                |                                        |                                                 | Mali                                            | 1                                               |                   |       |       |

### Ćwierćfinały
| 7 lutego 2004 14:00 | Mali · 45' Kanouté · 90' Diarra | 2:11:1 | Gwinea · 15' Feindouno | Stade El Menzah, Tunis Widzów: 1 450 Sędzia: Esam Abd El Fatah |
|                     |                                 |        |                        |                                                                |

| 7 lutego 2004 17:00 | Tunezja · 65' Mnari | 1:00:0 | Senegal | Stadion 7 Listopada, Radis Widzów: 65 000 Sędzia: Ali Bujsaim |
|                     |                     |        |         |                                                               |

| 8 lutego 2004 14:00 | Kamerun · 42' Eto’o | 1:21:1 | Nigeria · 45' Okocha · 73' Utaka | Stade Mustapha Ben Jannet, Monastyr Widzów: 14 750 Sędzia: Mohamed Guezzaz |
|                     |                     |        |                                  |                                                                            |

| 8 lutego 2004 17:00 | Maroko · 90' Chamakh · 113' Hadji · 120' Zairi | 3:1 (dogr.)0:0 | Algieria · 84' Cherrad | Stade Taïeb Mhiri, Safakis Widzów: 22 000 Sędzia: Abdul Hakim Shelmani |
|                     |                                                |                |                        |                                                                        |

### Półfinały
| 11 lutego 2004 16:00                               | Tunezja · 82' (k.) Badra | 1:1 (dogr.) k. 5:30:0             | Nigeria · 67' (k.) Okocha | Stadion 7 Listopada, Radis Widzów: 65 000 Sędzia: Coffi Codjia |
|                                                    |                          |                                   |                           |                                                                |
|                                                    |                          | Rzuty karne                       |                           |                                                                |
| Badra · dos Santos · Mhedhebi · Benachour · Haggui |                          | Utaka · Odemwingie · Yobo · Udeze |                           |                                                                |

| 11 lutego 2004 19:00 | Maroko · 44', 58' Mokhtari · 80' Hadji · 90+1' Baha | 4:01:0 | Mali | Stade Olympique de Sousse, Susa Widzów: 15 000 Sędzia: Abubakar Sharaf |
|                      |                                                     |        |      |                                                                        |

### Mecz o trzecie miejsce
| 13 lutego 2004 20:00 | Nigeria · 16' Okocha · 52' Odemwingie | 2:11:0 | Mali · 70' Abouta | Stade Mustapha Ben Jannet, Monastyr Widzów: 2 500 Sędzia: Modou Sowe |
|                      |                                       |        |                   |                                                                      |

### Finał
| 14 lutego 2004 14:30 | Tunezja · 5' dos Santos · 52' Jaziri | 2:11:1 | Maroko · 38' Mokhtari | Stadion 7 Listopada, Radis Widzów: 65 000 Sędzia: Falla N’Doye |
|                      |                                      |        |                       |                                                                |

## Strzelcy
4 gole

- Patrick M’Boma
- Frédéric Kanouté
- Jay-Jay Okocha
- Francileudo dos Santos
- Youssef Mokhtari

3 gole

- Titi Camara
- Youssouf Hadji
- Peter Odemwingie
- Peter Ndlovu

2 gole

- Hocine Achiou
- M’Bami
- Mahamadou Diarra
- Marouane Chamakh
- John Utaka
- Mamadou Niang
- Siyabonga Nomvethe
- Ziad Jaziri
- Joël Lupahla
- Pascal Feindouno

1 gol

- Abdelmalek Cherrad
- Maamar Mamouni
- Brahim Zafour
- Moussa Latoundji
- Dieudonné Minoungou
- Samuel Eto’o
- Alain Masudi
- Tamer Abdel Hamid
- Muhammad Barakat
- Ahmed Belal
- Emmanuel Ake Muttendango
- John Barasa
- Titus Mulama
- Dennis Oliech
- Sédonoudé Abouta
- Soumaila Coulibaly
- Mohamed Sissoko
- Dramane Traoré
- Nabil Baha
- Talal El Karkouri
- Abdeslam Ouaddou
- Youssef Safri
- Jaouad Zairi
- Garba Lawal
- Joseph Yobo
- João Elias
- Karim Kamanzi
- Saïd Abed Makasi
- Habib Beye
- Papa Bouba Diop
- Patrick Mayo
- Khaled Badra
- Selim Benachour
- Najeh Braham
- Jawhar Mnari
- Esrom Nyandoro